# Sedella
Sedella è un comune spagnolo di 513 abitanti situato nella comunità autonoma dell'Andalusia.